# Puerto Leith
Puerto Leith (en inglés: Leith Harbour) (54°08′S 36°41′O / -54.133, -36.683) fue una estación ballenera ubicada en la costa noreste de la isla San Pedro, establecida y operada por Christian Salvesen Ltd, de Edimburgo, Escocia. La estación estuvo en operación desde 1909 hasta 1965. Fue la más grande de las siete estaciones balleneras situadas en la Bahía Stromness. Un prominente operador de Puerto Leith fue William Storm Harrison.

## Historia

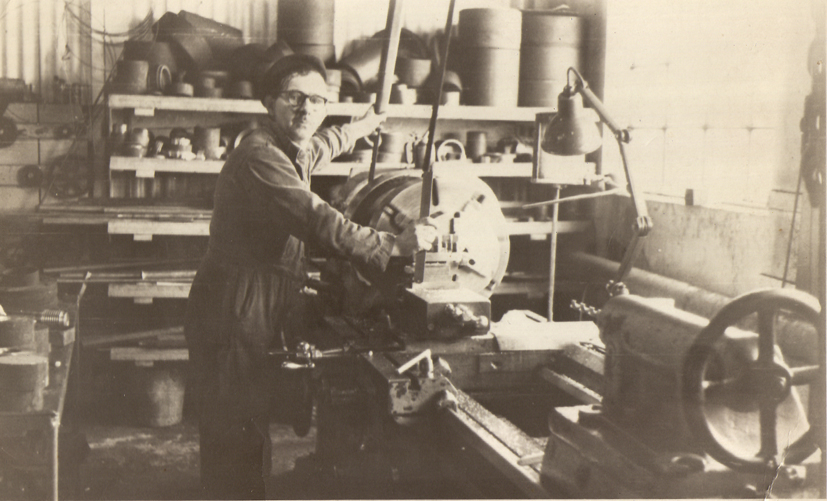
Ballenero escocés en un taller de Leith hacia los años 1940.

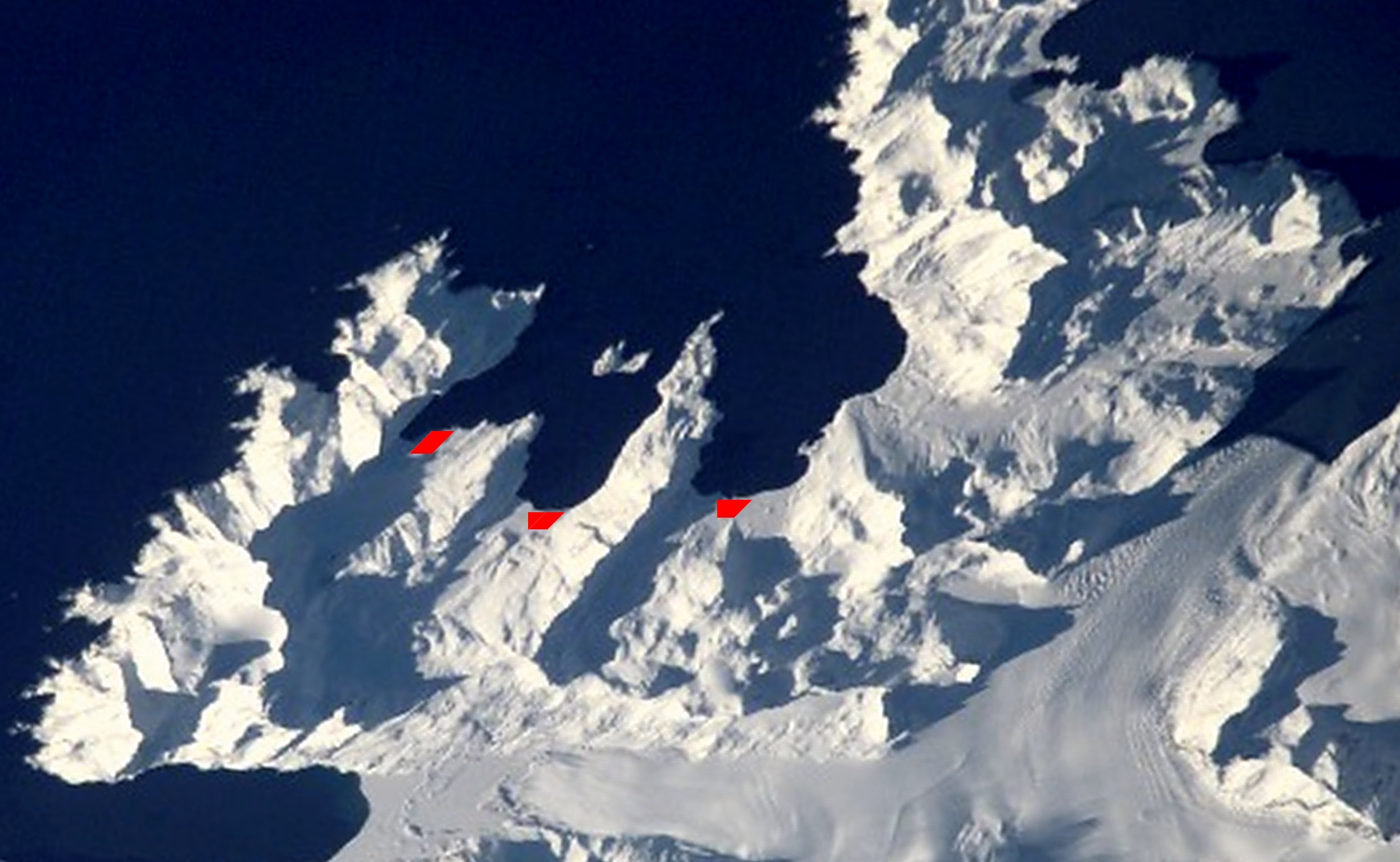
Bahía Stromness con (izquierda a derecha) Husvik, Stromness,
y Puerto Leith (imagen de la NASA).

La isla San Pedro (Georgias del Sur) se volvió el más grande centro ballenero, con estaciones funcionando en Grytviken (operó 1904-64), Puerto Leith (1909-65), Puerto Nueva Fortuna (1909-20), Husvik (1910-60), Stromness (1913-61) y Puerto del Principe Olav (1917-31). Las compañías japonesas Kokusai Gyogyo, Kabushike Kaisha y Nippon Suisan Kaisha utilizaron Puerto Leith en 1963-65, la última temporada de caza de ballenas en las islas Georgias del Sur.
El segundo sitio de introducción de la Rangifer tarandus en la isla San Pedro fue hecho en 1912 por la empresa de Christian Salvesen. Dos machos y tres hembras se dejaron en Puerto Leith, en la península de Busen en la bahía Stromness. Para 1918 habían aumentado a 20 animales pero toda la manada fue muerta por una avalancha en el mismo año.
Durante la Segunda Guerra Mundial las estaciones balleneras fueron cerradas excepto Grytviken y Puerto Leith. La mayoría de las instalaciones balleneras noruegas y británicas fueron destruidas por alemanes, mientras que el resto fue utilizado por el comando aliado. El magistrado británico residente se dedicó a la defensa de las islas durante la guerra. La Marina Real armó el barco mercante Queen of Bermuda para patrullar las Georgias de Sur y las aguas antárticas y desplegó dos baterías de 4 pulgadas en puntos claves para proteger la bahía Cumberland y la bahía Stromness, esto es, Grytviken y Puerto Leith respectivamente. Esas baterías (aún existentes) fueron operadas por voluntarios de entre los balleneros noruegos llevados para ese propósito.
Durante sus años de operaciones existieron vías férreas hacia los sectores de trabajo y el muelle. Las vías, durmientes, vagones volcadores tipo Hudson y otros restos se conservan en la actualidad.

### Guerra de las Malvinas

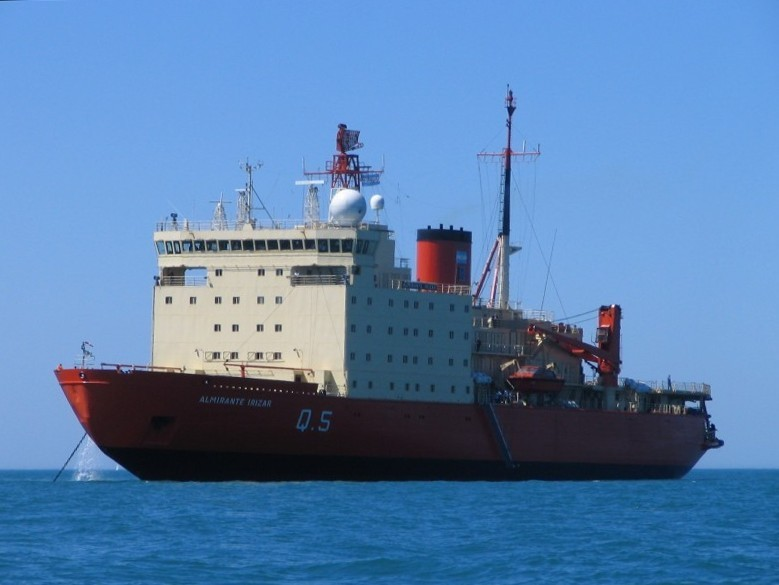
ARA Almirante Irízar, el primer buque de la Armada Argentina que arribó a Grytviken en diciembre de 1981.

La isla San Pedro fue el lugar donde ocurrió el hecho desencadenante que inició la guerra de las Malvinas. En 1978 en Argentina se realizó un contrato para el desguace de todas las fábricas balleneras e las instalaciones abandonadas de la isla. Consciente de la contrato, la Armada Argentina concibió un plan para intervenir en dichos negocios en la isla San Pedro, con el fin de volver a instalarse en el territorio en disputa. La acción se denominó con el código «Operación Alfa».
En diciembre de 1981, a bordo del rompehielos argentino ARA Almirante Irízar, el empresario argentino Constantino Davidoff, especializado en negocios con chatarra, hizo un inventario de las instalaciones. En febrero de 1982, un supuesto rival comercial de Davidoff, Adrián Marchessi, realizó una visita no anunciada a Puerto Leith. Marchessi evaluó las instalaciones a bordo de un yate panameño, que había zarpado de Mar del Plata. Más tarde se dirigió a Grytviken, alegando que era parte del plan de Davidoff y dando a las autoridades británicas los detalles de la inspección de diciembre e incluso de los viajes de argentinos a la isla durante la década de 1970.
El 19 de marzo de 1982 Davidoff llegó al lugar en el buque argentino ARA Bahía Buen Suceso, junto con otras 50 personas, para desmantelar instalaciones balleneras abandonadas, debido a que tenía un contrato con la empresa Christian Salvensen. Los trabajadores argentinos habrían izado la bandera de su país en las islas (esto es objeto de controversias), por lo que el Foreign Office ordenó el envío del HMS Endurance con el objetivo de obligar a los operarios a arriar la bandera y evitar el desembarco del personal. Tras esto, el gobierno argentino decidió apoyar a los trabajadores y envió al ARA Bahía Paraíso con 200 infantes de Marina a bordo. El ARA Bahía Paraíso llegó desde la Base Corbeta Uruguay el 25 de marzo de 1982.
El 3 de abril de 1982 argentina retomó el control de la isla, y el 25 de abril la Marina Real dañó y capturó el submarino argentino ARA Santa Fe en la isla San Pedro. La guarnición argentina en Grytviken comandada por el capitán Lagos se entregó sin responder el fuego y luego se rindieron los buzos tácticos que se hallaban en Puerto Leith comandados por el teniente Alfredo Astiz.

## Actualidad
Hay una batería en una altura detrás de la estación y otra en punta Hansen con el cañón original de 4.1" en posición. Puerto Leith tenía un hospital, una librería y un cine. El centro de Puerto Leith está ocupado por la llamada Portuguese graveyard.
Desde el año 2010 el acceso a la estación fue prohibido debido a los peligros planteados por el amianto y el derrumbe de edificios.